# Râul Cheița, Arieș
Râul Cheița este un afluent de dreapta al râului Valea Caldă Mare. Izvorăște lângă localitatea Ceanu Mic, urmărește un traseu orientat vest-est (până la vărsare), având o lungime totală de cca 3 km.